# Justo Daract (localidad)
Justo Daract es una localidad del departamento General Pedernera y la quinta ciudad en importancia de la provincia de San Luis, Argentina.
Está ubicada en la entrada oriental de la región de Cuyo, a pocos kilómetros del límite con la provincia de Córdoba, sobre la RN 7 Autopista, que conecta Buenos Aires con Mendoza y Santiago de Chile.
Lleva su nombre por el primer gobernador constitucional de la provincia de San Luis, Justo Daract.
Hacia la zona sur se encuentra el Río Quinto, único lugar turístico con el que cuenta el pueblo.

## Historia

### Fundación
La ciudad de Justo Daract remonta su origen al pasaje de las vías del Ferrocarril Buenos Aires al Pacífico, el núcleo urbano surge geográficamente con el empalme de los ramales que vienen desde Paunero y Villa Valeria, dos poblados que provienen de la provincia de Córdoba, y que parten hacia Villa Mercedes, provincia de San Luis. Como antecedente histórico de la fundación de esta localidad podemos decir que es la de la inauguración del ramal Paunero - Villa Mercedes el primero de octubre de 1886. Es en el kilómetro 650 de estos ramales ferroviarios donde se comienza a centralizar la actividad ferroviaria dando lugar a una colonia ferroviaria llamada “Colonia Martín Albisu”. En un comienzo las tierras donde a futuro se conformaría el tejido urbano pertenecían a J. Martín Albisu y sus hermanos, todos oriundos de Buenos Aires, y de ahí el nombre de la colonia. El 10 de marzo de 1907 en la capital federal se realiza el remate de las tierras de los hermanos Albisu para la conformación de chacras, quintas, y solares a cargo del Martillero Arturo Echegaray. La colonia para estas fechas comienza a ser llamada “Colonia y Pueblo Martín Albisu” y se toma como fecha de fundación de la localidad a la fecha de dicho remate.
En el año 1907 dos remates de tierras hacia el oeste de la Colonia y Pueblo Martín Albisu darían lugar a dos asentamientos urbanos nuevos. En el kilómetro 652 del ferrocarril antes mencionado surgiría una nueva colonia llamada “La Esperanza” y en kilómetro 654 se fundaría el poblado denominado “Avanzada”, ambos remates muestran cómo se van formando núcleos urbanos separados por dos kilómetros de distancia y solo unidos por las vías férreas.
La estación principal de trenes va a ser construida frente a la “Colonia y Pueblo Martín Albisu” en el año 1910, y a la cual se le otorgó el nombre de “Justo Daract” . Debido a la relevancia que adquirió dicha estación, la colonia adoptó el nombre de Justo Daract en homenaje al primer gobernador constitucional de la provincia.

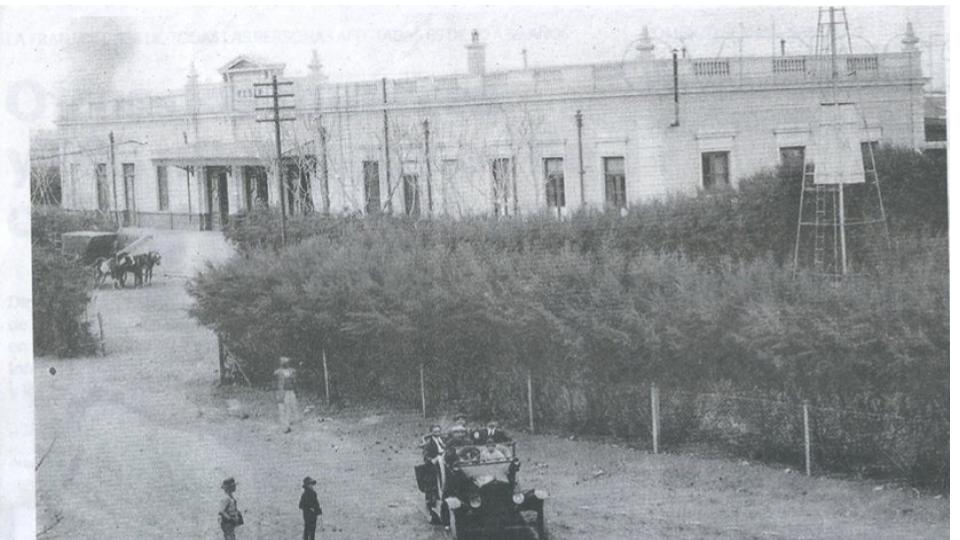
Primeras imágenes de la estación de trenes de Justo Daract, San Luis

### Primeros años
Luego de su fundación como una colonia ferroviaria , la región quedó dividida en sus tres núcleos bien diferenciados, alineados a las orillas de los kilómetros 650, 652, y 654, respectivamente. Para la década del veinte el desarrollo productivo diferenciado en estos tres sectores se evidencio en la distribución comercial y poblacional entre estos puntos, en la zona de la estación, se construyeron los hoteles más importantes, se asentaron los comerciantes, y se construyeron las viviendas para los ingenieros ingleses que trabajaban en el ferrocarril y los hogares del personal jerárquico. En las zonas aledañas al kilómetro 652, la colonia la esperanza se caracterizaba por la presencia de grandes talleres que hoy se encuentran en ruinas, y por la conformación de las viviendas de los trabajadores de menor jerarquía, estas que en la actualidad conforman uno de los barrios más humildes de la localidad, también fueron ocupadas en su momento por los obreros del ferrocarril de menor rango jerárquico.
Respecto al paraje de la Avanzada desde sus primeros años de vida no pudo integrarse al tejido urbano que se unificó a las colonias de los kilómetros 656 y 654, y quedó relegada a un paraje de pocos habitantes y con una fuerte dependencia del actual Justo Daract.
En sus primeros 50 años de vida ya contaba con agua potable, registro civil, estación de trenes, y barrios ferroviarios de numerosos cantidad de viviendas, todos esto posible a la fuerte actividad ferrocarril que posiciona al poblado como el tercero más grande en cantidad de habitantes de la provincia. Además contaba para esta época con escuelas primarias, una biblioteca popular, y clubes deportivos, entre otros.

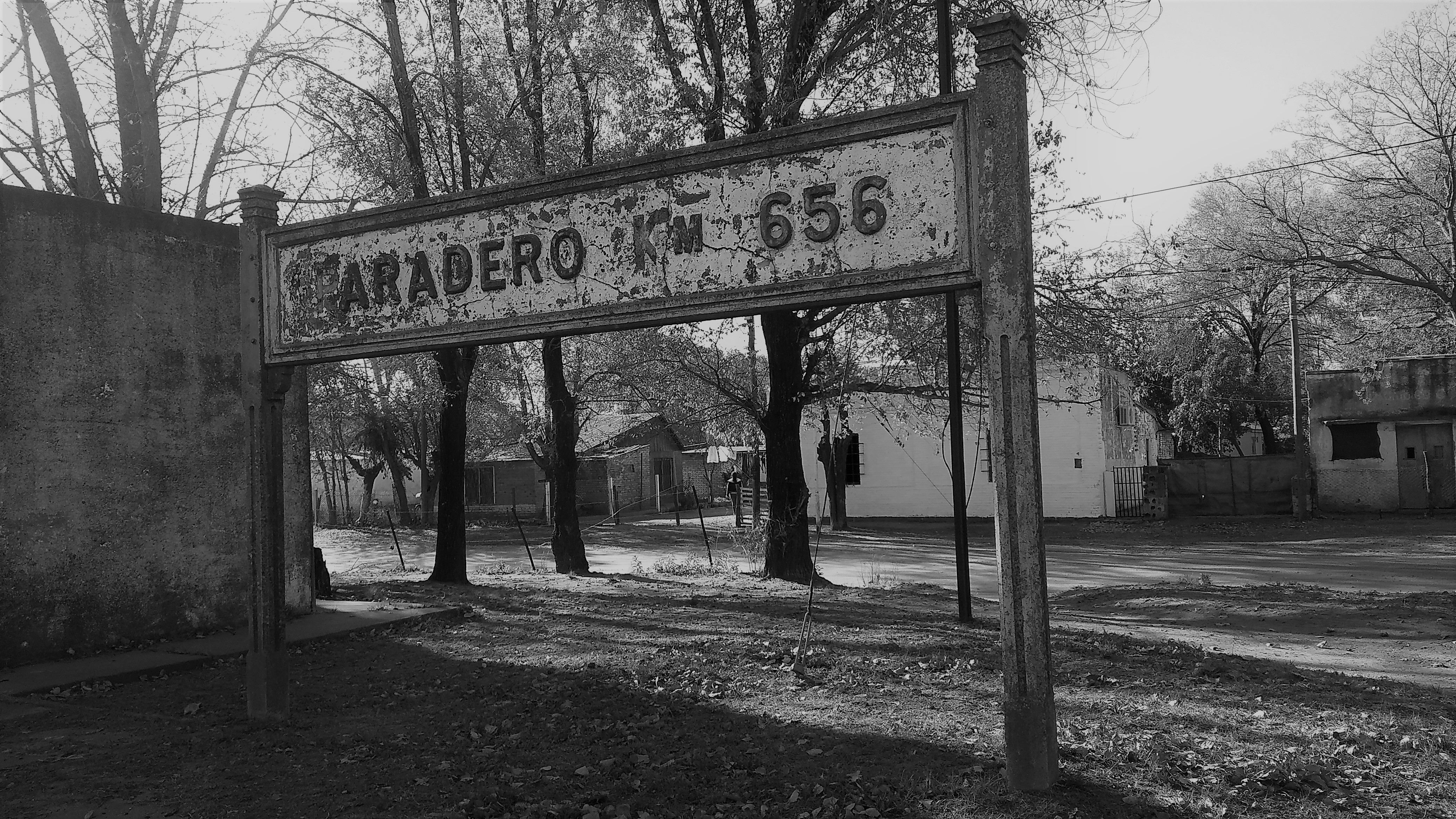
Paradero kilómetro 656, Justo Daract.

En el año 1940, la estación Pacífico que se encontraba en Palermo es trasladada hasta Retiro, esto generó un cambio en la numeración de los kilómetros y por lo tanto la estación de trenes que se encontraba en el kilómetro 650 es enumerada con el número 654, él ya barrio “La esperanza” queda ubicado en el kilómetro 656 y el paraje “Avanzada” ahora denominado “Villa Salles” quedaría medido al kilómetro 658.

## Economía
La economía de Justo Daract se basa fundamentalmente en el agro y la pequeña y mediana industria, mayormente derivada del mismo. La localidad cuenta con una zona franca de 42 ha. Las privatizaciones de los años 90 impactaron fuerte en la población que era netamente ferroviaria. Luego llegó la promoción industrial dando un fuerte impulso económico, que cayó en recesión y actualmente de esas industrias subsisten unas pocas. En la actualidad la economía se basa en pasantías del plan provincial (plan de inclusión social), y el ejercicio de la docencia.

## Geografía

### Clima
Justo Daract es una ciudad de clima mediterráneo y muy ventosa, ubicada en el pasillo de vientos de oeste a este, y es muy común que una vez al año, al menos, se vean tornados.

### Población
Contó con 10,135 habitantes (Indec, 2010), lo que representó un incremento del 4,7 % frente a los 9,680 habitantes (Indec, 2001) del censo anterior. Esta cifra la ubicó quinta entre las localidades de la provincia.
Según el censo 2022 la población total del municipio fue de 11,807 personas. En tanto, el número de viviendas registradas fue de 3989.Estos datos le valieron ser el sexto municipio más poblado de provincia.
| Gráfica de evolución demográfica de Justo Daract entre 1947 y 2022 |
|                                                                    |
| Fuente: censos nacionales del INDEC                                |

## Eventos destacados
Desde 2005 se celebra anualmente en Justo Daract el Festival Internacional de Tango, actuando la Orquesta Provincial del Tango que conduce Américo Carlos Moroso además de la presencia de orquestas nacionales e internacionales, como la de Mariano Mores. El Festival se realiza entre los días 8 y 11 de diciembre de cada año en el Anfiteatro de los Sueños, con entrada libre.
Asimismo, la localidad es sede de la Fiesta Provincial del Sorgo, que se realiza anualmente durante la primera semana de junio.

## Carta Acuerdo Municipalidad de Justo Daract-INTA
La Municipalidad de Justo Daract y el Instituto Nacional de Tecnología Agropecuaria, con el intendente de esa ciudad, Alfredo Ramón Domínguez, y el director de la EEA San Luis, Dr Carlos E. Rossanigo, formalizaron el acuerdo para realizar acciones conjuntas de asesoramiento y capacitación a grupos de personas de los créditos provinciales “Emprendedores de Justo Daract”; con la ejecución en el ProFeDer -Programa Federal de Apoyo al Desarrollo Rural Sustentable- el proyecto de “Desarrollo Local con generación de empleo en Justo Daract y Zona de Influencia”.

## Parroquias de la Iglesia católica en Justo Daract

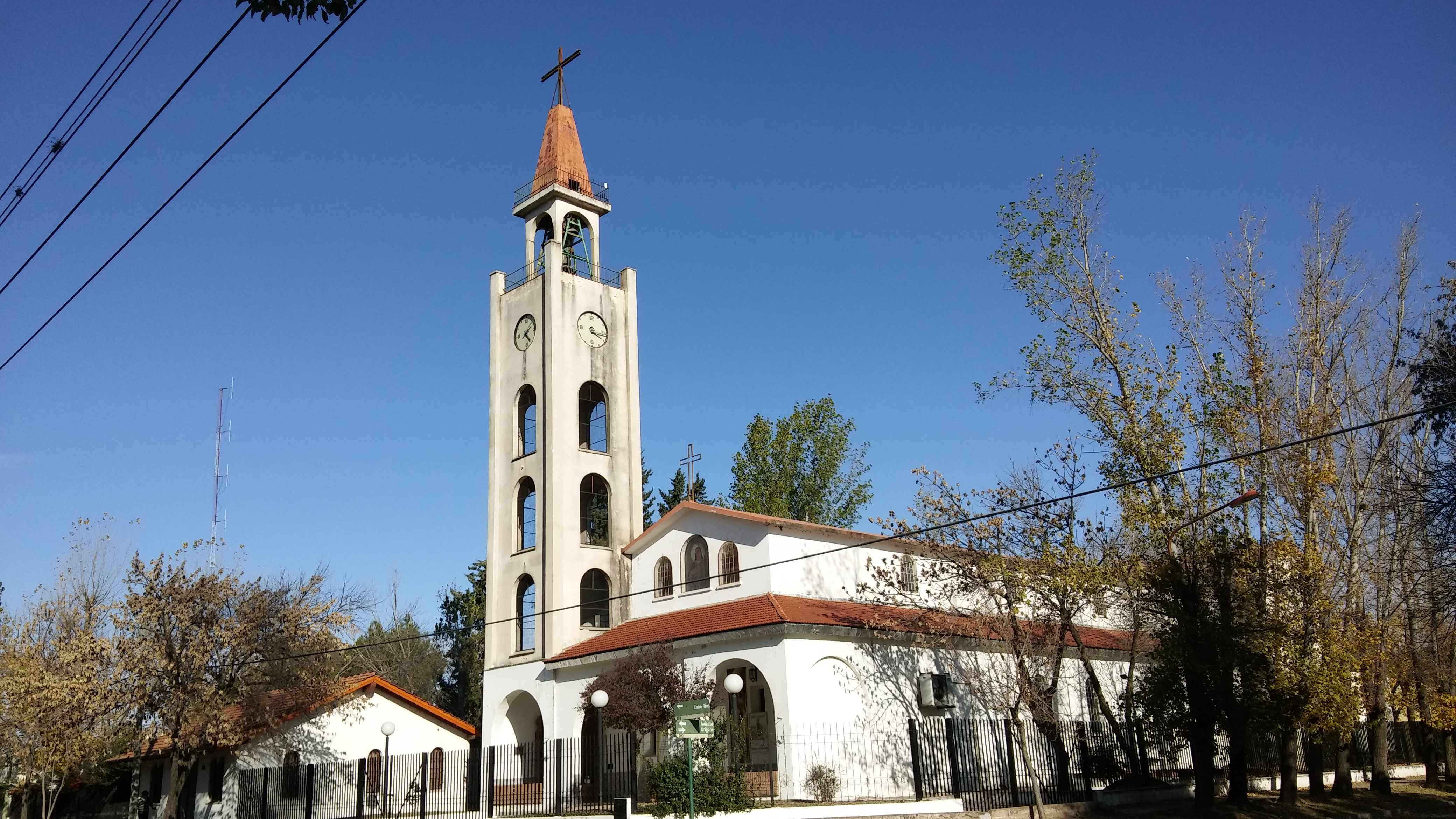
Iglesia Principal de Justo Daract.

La parroquia Jesús Obrero y Nuestra señora del Carmen, se consolida como la institución religiosa principal del pueblo, ubicada geográficamente en el centro del tejido urbano, de la misma dependen dos capillas: La capilla Nuestra Señora de Luján, ubicada en Villa Salles, y la capilla Nuestra Señora del Rosario de San Nicolás, ubicada en el barrio “La Esperanza”.

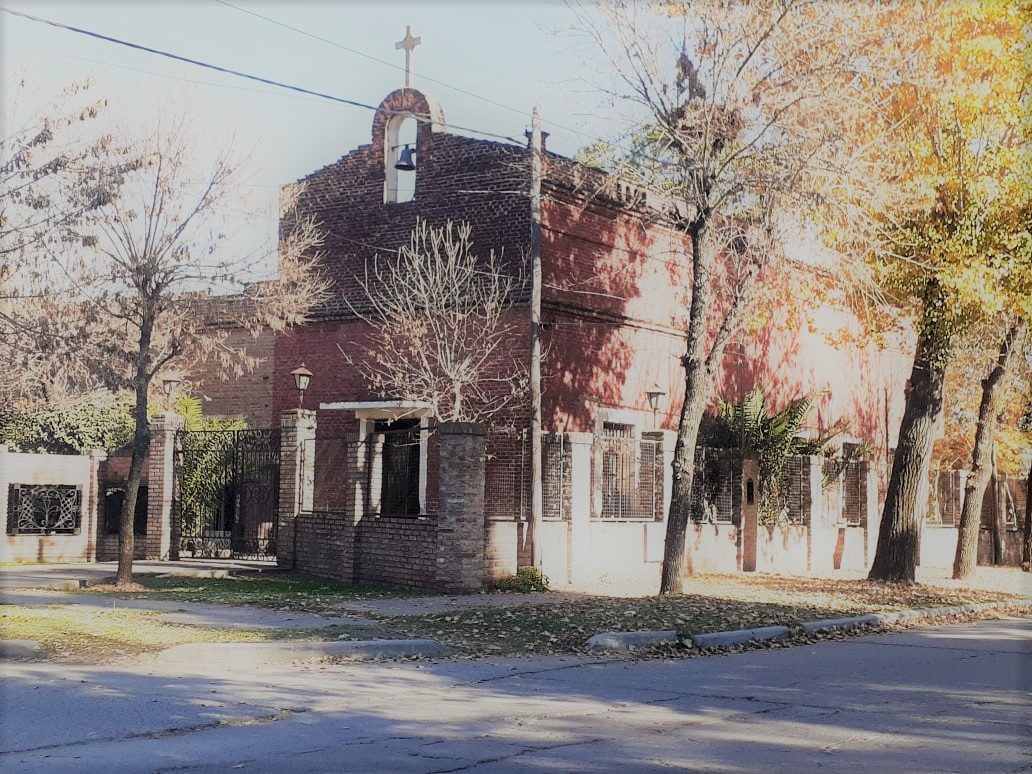
Primera iglesia de la localidad.

La localidad cuenta también con una capilla construida en el año 1932 cuya construcción y funcionamiento fue promovido por los padres franciscanos de la ciudad de Villa Mercedes, quienes enseñaban catequesis y celebraban misa. En 1934, monseñor José Orzali colocó la piedra basal de la capilla bajo el nombre de capilla del Sagrado Corazón de Jesús. En 1935, fue bendecida por el Monseñor Pedro Tibiletti.
| Diócesis  | San Luis     |
| --------- | ------------ |
| Parroquia | Jesús Obrero |